# José Mario Carrillo
José Mario Carrillo Gutiérrez (León, 18 de diciembre de 1990) es un exjugador de balonmano español que jugaba de extremo izquierdo.
Llegó a ser convocado con la selección española para la disputa del Partido de las Estrellas en 2015.

## Clubes
| Club        | País     | Año         |
| ----------- | -------- | ----------- |
| Ademar León | España   | 2007 - 2016 |
| FC Oporto   | Portugal | 2016 - 2018 |
| Ademar León | España   | 2018 - 2021 |
| BM Benidorm | España   | 2021 - 2022 |